# نيل إسرائيل
نيل إسرائيل (بالإنجليزية: Neal Israel)‏ هو كاتب سيناريو ومخرج وممثل أمريكي، ولد في 1 أغسطس 1956 بنيويورك في الولايات المتحدة. من الجوائز التي نالها جائزة نقابة الكتاب الأمريكية.

## أعمال

### أفلام
- (1984) أكاديمية الشرطة[3][4][5]

### مسلسلات
- زيك ولوثر[6]

## جوائز
- جائزة نقابة الكتاب الأمريكية

## وصلات خارجية
- نيل إسرائيل على موقع IMDb (الإنجليزية)
- نيل إسرائيل على موقع ألو سيني (الفرنسية)
- نيل إسرائيل على موقع أول موفي (الإنجليزية)
- نيل إسرائيل على موقع قاعدة بيانات الأفلام السويدية (السويدية)
- نيل إسرائيل على موقع قاعدة بيانات الفيلم (الإنجليزية)
- نيل إسرائيل على موقع كينوبويسك (الروسية)